# Apolysis leberi
Apolysis leberi är en tvåvingeart som beskrevs av Neal L. Evenhuis 1983. Apolysis leberi ingår i släktet Apolysis och familjen svävflugor.
Artens utbredningsområde är New Mexico. Inga underarter finns listade i Catalogue of Life.